# Knottertryffel
Knottertryffel (Genea verrucosa) är en svampart som beskrevs av Vittad. 1831. Knottertryffel ingår i släktet Genea och familjen Pyronemataceae.  Arten är reproducerande i Sverige. Inga underarter finns listade i Catalogue of Life.